# Kasim Dobrača
Kasim ef. Dobrača (Rogatica, 1910. — Sarajevo, 3. studenog 1979.), bošnjački teolog, inicijator Sarajevske rezolucije, te jedan od čelnika Odbora narodnog spasa.

## Životopis
Kasim Dobrača je rođen 1910.godine u Vraglovima pokraj Rogatice. Poslije mekteba i osnovne škole došao je u Sarajevo 1920. godine i upisao Gazi Husrev-begovu medresu. Po završetku medrese, prelazi na Šerijatsku sudačku školu koju završava 1928. godine. Potom odlazi u Kairu, gdje upisuje Al-Azhar. Na tom sveučilištu je studirao islamske teološke znanosti i usporedo arapski jezik i književnost. Diplomirao je 1935. godine i vratio se u Sarajevo, gdje je godinu dana radio kao učitelj vjeronauka u Realnoj gimnaziji u Mostaru i srednjoškolskom internatu društva Gajret. Zatim je postavljen za muderisa u Islamskoj ženskoj vjerskoj školi, a zatim u Gazi Husrev-begovoj medresi. Predavao je niz vjerskih predmeta: akaid, fikh, hadis, ahlak, povijest islama i imamet-hatabet-vaz, te arapski jezik i književnost. U medresi se zadržao sve do svibnja 1947. godine, kada je uhićen. 
Inicijatore i organizatore potpisivanja Sarajevske rezolucije su nove vlasti poslije Drugog svjetskog rata proglasile narodnim izdajnicima. Kasima Dobraču je kazneno vijeće okružnog suda u Sarajevu osudilo na 15 godina zatvora.
Povodom poboljšanja odnosa Jugoslavije i Egipta, nekoliko Bošnjaka je pušteno iz zatvora prije isteka kazne, na uslovnu slobodu. Među njima je bio i Kasim Dobrača koji je poslije deset godina torture u zeničkom zatvoru, narušenog zdravlja, pušten na uslovnu slobodu.
Poslije puštanja iz zatvora, 1956. godine je postavljen za knjižničara Gazi Husrev-begove knjižnice, gdje je radio na obradi orijentalnih rukopisa Plod njegovog rada su dvije knjige "Kataloga arapskih, turskih i perzijskih rukopisa Gazi Husrev-begove biblioteke u Sarajevu". U ovoj knjižnici je radio sve do kolovoza 1979. godine kada je umirovljen. Kasim Dobrača je bio poznat kao dobar vaiz, pa je jedno vrijeme bio stalni vaiz u Begovoj džamiji, a držao je vazove po mnogim mjestima u Bosni i Hercegovini kao i seminarima Udruge ilmijje. Pisao je tekstove koje je objavljivao u Glasniku VIS-a, El-Hidaji, Novom beharu, Kalendaru Gajreta i drugim listovima, u kojima je objavio oko stotinu kraćih tekstova u vidu članaka, rasprava ili monografija, kao i desetak tekstova s tematikom iz kulturne povijesti Bošnjaka.
Preminuo je u Sarajevu, 3. studenog 1979. godine, dva mjeseca poslije objavljivanja feljtona Parergon, autora Derviša Sušića u sarajevskom dnevnom listu Oslobođenje, a u kojem je Dobrača napadan kao pripadnik Islamske zajednice u Bosni i Hercegovini koja je ovim feljtonom predstavljena kao profašistička organizacija koja je sarađivala s Hitlerom.

## Djela
- Kadijanje i Ahmendije (Sarajevo, 1938)
- Katalog arabskih, turskih i perzijskih rukopisa. Svezak 1 (Sarajevo, 1963)
- Kloni se zla: islamsko gledanje na štetne navike (Sarajevo, 1974)[8]
- Orijentalni medicinski rukopisi u Gazi Husrev-begovoj biblioteci u Sarajevu (Sarajevo, 1997)
- Vazovi II (Sarajevo, 2012)

### O Dobrači
- Kasim ef. Dobrača: život i djelo (Sarajevo, 2005) – Ferid Dautović

## Vanjske povezice
- Tekst koji je povodom godišnjice smrti Kasima ef. Dobrače objavljen na internet stranici Islam Bosna 19. studenog 2009.  Arhivirana inačica izvorne stranice od 30. svibnja 2010. (Wayback Machine)
- Tekst pod nazivom "Nacionalizam i patriotizam u islamu", objavljen na internet stranici Medžlisa Islamske zajednice Sanski Most